# Moluques (province)
Pour les articles homonymes, voir Moluques (homonymie).

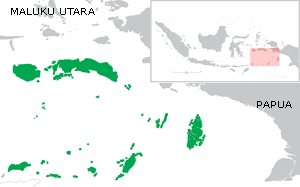
Carte de la province des Moluques

Les Moluques, en indonésien Maluku, sont une province d'Indonésie formée des îles de la moitié méridionale de l'archipel des Moluques. Elle s'étend entre 3° de latitude nord et 8°30' de latitude sud et entre 125° et 135° de longitude est. Elle est bordée à l'ouest par les provinces de Sulawesi du Sud-Est et Sulawesi central, au sud par la frontière internationale avec la République du Timor oriental et l'Australie, à l'est par la province de Papouasie occidentale et au nord par celle des Moluques du Nord.

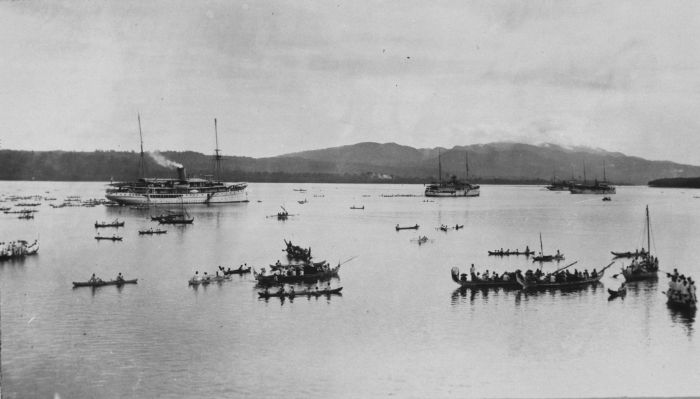
Navires hollandais à Moluques à l'époque coloniale

## Géographie
La province est constituée de 632 îles, dont les plus importantes sont :
- Céram (18 625 km²),
- Buru (9 000 km²),
- Yamdena (5 085 km²) dans les îles Tanimbar,
- Wetar (3 624 km²),
- Trangan (2 149 km²) dans les îles Aru,
- Kobroor (1 723 km²) dans les îles Aru
- Wokam (1 604 km2) dans les îles Aru

Sa superficie totale est de 712 480 km², dont 54 185 km² de terres émergées et 658 295 km² de mers. Cette vaste étendue est due à la dispersion des îles, dont une partie fait géographiquement partie des Petites îles de la Sonde.
Son climat est tropical et marqué par la mousson.
La capitale de la province est Ambon.

## Démographie

### Religion
|                | Quantité  | %      |
| -------------- | --------- | ------ |
| Islam          | 1 007 051 | 52,67% |
| Protestantisme | 757 612   | 39,63% |
| Catholicisme   | 130 987   | 6,85%  |
| Autres         | 16 293    | 0,85%  |

## Divisions administratives
La province est divisée en neuf kabupaten :
- Buru (Namlea)
- Buru du Sud (Namrole)
- Îles Aru (Dobo)
- Moluques du Sud-Ouest (Tiakur)
- Moluques centrales (Masohi)
- Moluques du Sud-Est (Tual)
- Moluques du Sud-Est occidentales (Saumlaki)
- Seram Bagian occidental (Piru)
- Seram Bagian oriental (Bula (id))

et deux kota :
- Ambon
- Tual